# Monica Zetterlund-stipendiet
Monica Zetterlund-stipendiet är ett musikpris som utdelas årligen sedan 2006 av den till Monica Zetterlund-sällskapet knutna Monica Zetterlunds Minnesfond. Stipendiet ges för att stödja och uppmuntra musiker och artister som verkar i Monica Zetterlunds anda. Priset utdelas i två kategorier: etablerade artister och lovande nykomllingar.

## Pristagare, etablerade artister
- 2006 – Ann-Kristin Hedmark [1]
- 2007 – Bernt Rosengren och Ulf Andersson [2]
- 2008 – Svante Thuresson [3]
- 2009 – Meta Roos [4]
- 2010 – Rune Gustafsson [5]
- 2011 – Jan Allan [6]
- 2012 – Gösta Ekman och hederspris Lena Nyman [7]
- 2013 – Nannie Porres och hederspris Georg Riedel [8]
- 2014 – Göran Lindberg [9]
- 2015 – Monica Dominique och Palle Danielsson [10]
- 2016 – Claes Janson[11]
- 2017 – Krister Andersson och Bobo Stenson
- 2018 – Mats Öberg
- 2019 – Nisse Sandström[12]
- 2020 – Bengan Janson[13]
- 2021 – Elise Einarsdotter[14]
- 2022 – Jojje Wadenius[14]
- 2023 – Max Schultz[15]
- 2024 – Kerstin Bagge[16]

## Pristagare, lovande nykomlingar
- 2006 – Lovisa Lindkvist
- 2007 – Salem Al Fakir
- 2008 – Lisen Rylander
- 2009 – Lena Swanberg och Gustav Karlström
- 2010 – Joachim Bergström
- 2011 – Maria Winther
- 2012 – Bröderna Agnas
- 2013 – Oskar Nilsson
- 2014 – Leo Lindberg
- 2015 – Anna Jalkéus
- 2016 – Lisa Bodelius
- 2017 – Isabella Lundgren
- 2018 – Arvid Julander
- 2019 – Anna-Greta Sigurdsdottir
- 2020 – Cornelia Nilsson[13]
- 2021 – Alexander Lövmark[14]
- 2022 – Ellen Andersson[14]
- 2023 – Britta Virves[17]
- 2024 – Emmalisa Hallander[16]

## Pristagare, Monica Zätas Filurpris
- 2020 – Henrik Dorsin[13]
- 2023 – Sissela Kyle[18]
- 2024 – Per Andersson[16]